# Реликвия
Рели́квия (лат. relinquiae — остатки) — свято хранимая, почитаемая вещь, связанная с историческими или религиозными событиями прошлого.

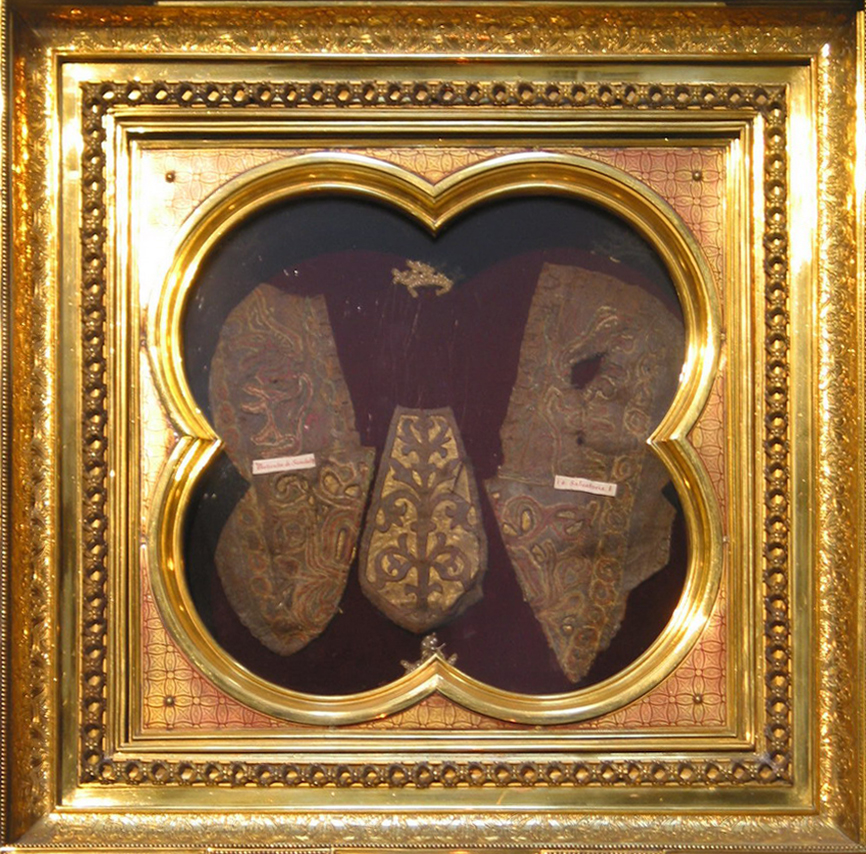
Сандалии Иисуса

Реликвии бывают историческими и религиозными.
- Исторические реликвии являются своего рода документами, свидетелями былых событий. Яркими историческими реликвиями являются боевые знамёна, рукописи и древние манускрипты, регалии власти, государственные печати. Среди наиболее известных — Шапка Мономаха, Ботик Петра и др.
- Религиозные реликвии бывают подлинными или же поддельными, а также образно-поэтическими, основанными на народной мифологии. С реликвиями, как правило, связаны самостоятельные и своеобразные религиозные культы, существующие внутри религий. Среди реликвий различных религий — Копьё Судьбы, Стена Плача, Чёрный камень Каабы, Зуб Будды. Христианские реликвии хранятся в специальных реликвариях.
- Семейные реликвии — документы, предметы, принадлежащие семье или роду и передающиеся по наследству из поколения в поколение.
- Технические реликвии — экземпляры машин или иных технических устройств, относящихся к типам, выпущенным в прошлом и давно не используемым, но сохранившиеся в работоспособном или восстановимом состоянии.